# Cryptodrassus
Cryptodrassus là một chi nhện trong họ Gnaphosidae.

## Các loài
Tính đến  tháng 5 năm 2019 chi này chứa 4 loài:
- Cryptodrassus creticus Chatzaki, 2002 – Hy Lạp (Crete), Thổ Nhĩ Kỳ.
- Cryptodrassus helvoloides (Levy, 1998) – Israel.
- Cryptodrassus helvolus (O. Pickard-Cambridge, 1872) – Cyprus, Israel, Nga (phần thuộc châu Âu).
- Cryptodrassus hungaricus (Balogh, 1935) (loài điển hình) – Từ Pháp đến Hy Lạp và phần thuộc châu Âu của Nga.